# PORT score
Con il termine PORT score o punteggio PORT o ancora pneumonia severity index (PSI) (indice di gravità di polmonite) ci si riferisce ad un punteggio predittivo di tipo clinico al quale possono ricorrere i medici per calcolare la probabilità di morbilità e mortalità tra i soggetti affetti da polmonite acquisita in comunità.

 
In altre parole attraverso questo strumento il medico effettua una stratificazione del rischio in pazienti con polmonite acquisita in comunità (CAP).

In alcuni casi i clinici, in particolare i medici addetti al servizio di Pronto Soccorso ed ai servizi di emergenza ed urgenza, fanno ricorso al punteggio PORT per decidere sulla necessità di ricovero o meno, oppure, in alternativa, per eseguire un tentativo di trattamento domiciliare. La previsione di mortalità data dall'utilizzo del PORT score è sostanzialmente simile a quella che si ha ricorrendo al CURB-65, la sensibilità del PSI è risultata superiore anche se il punteggio CURB è decisamente più facile da utilizzare.

La stratificazione del rischio con l'inquadramento del paziente in una delle cinque classi permette al clinico di orientarsi oltre che su un eventuale trattamento a domicilio, anche sulla necessità di ricovero in osservazione breve intensiva o astanteria, in un reparto di medicina o pneumologia, o ancora in reparto di terapia intensiva.

## Sviluppo dell'indice PSI
L'indice fa ricorso ad alcuni dati demografici (come l'età oppure il genere, maschio o femmina), alla coesistenza di altre malattie (co-morbidità), ai segni vitali e ad alcuni parametri derivanti dall'esame fisico, infine a semplici ed essenziali esami di laboratorio. Studiare il paziente ricorrendo a questi dati di valutazione ne permette la stratificazione in cinque categorie di rischio, classi di rischio da I a IV, e queste classi possono essere utilizzate per predire la sopravvivenza a 30 giorni.

## Sorgente dei dati per la convalida del punteggio
Il punteggio PSI è stato derivato e successivamente validato raccogliendo i dati provenienti da uno studio, il Cohort Study MedisGroup, effettuato su 38.000 pazienti nell'anno 1989. Questo studio ha raggruppato i dati raccolti nel corso di 1 anno in 257 ospedali degli Stati Uniti che hanno fatto ricorso ad uno specifico software, il MedisGroup patient outcome tracking software, elaborato da una compagnia attiva nella elaborazione di strumenti e servizi sanitari, la Cardinal Health.
Si deve tenere presente che nel raccogliere ed elaborare i dati, tutti i pazienti dimessi dagli ospedali partecipanti allo studio e ritrasferiti a domicilio, affidati alle cure dei loro medici, a 30 giorni dalla valutazione, sono stati considerati vivi e perciò sopravvissuti all'episodio di polmonite. Un'ulteriore validazione è stata effettuata nel 1991 grazie allo studio di coorte noto come Pneumonia Patient Outcomes Research Team (PORT) - 1991. Alcuni studi hanno messo in evidenza come il punteggio PORT, pur essendo più complesso rispetto ad altri indici, quali ad esempio il CURB, abbia una capacità di discriminazione superiore a quest'ultimo e ad altri indici, soprattutto nella valutazione del rischio di mortalità a breve termine. Il punteggio PSI, inoltre, definisce una percentuale maggiore di pazienti a basso rischio, ed è leggermente più accurato nell'identificare i pazienti a basso rischio rispetto al punteggio CURB.

## Campo di applicazione
Lo scopo del PSI è di giungere a una classificazione della gravità della polmonite di un paziente per determinare la quantità di risorse da assegnare per la cura. Più in generale il punteggio PSI è stato utilizzato per decidere se un paziente affetto da polmonite può essere trattato ambulatorialmente o ricoverato (ospedalizzato).
I pazienti affetti da polmonite in classe di rischio I possono essere rimandati a casa con un trattamento antibiotico per via orale. I pazienti in classe di rischio II-III possono essere rimandati a casa con un trattamento antibiotico per via endovenosa oppure trattenuti in osservazione per 24 ore in ospedale. I pazienti affetti da polmonite in classe di rischio IV-V invece devono essere ricoverati in ospedale per un adeguato trattamento.

## Algoritmo PSI
L'algoritmo PSI è dettagliato come di seguito:
| Step 1: Stratificare la classe di Rischio 1 vs. Classe di rischio II-V |                                         |                                                                                 |                  |
|                                                                        | Presenza di:                            |                                                                                 |                  |
|                                                                        |                                         | Età superiore ai 50 anni                                                        | Si/No            |
|                                                                        |                                         | Stato mentale alterato                                                          | Si/No            |
|                                                                        |                                         | Frequenza cardiaca ≥125/minuto                                                  | Si/No            |
|                                                                        |                                         | Frequenza respiratoria >30/minuto                                               | Si/No            |
|                                                                        |                                         | Pressione arteriosa sistolica <90 mm Hg                                         | Si/No            |
|                                                                        |                                         | Temperatura <35 °C or ≥40 °C                                                    | Si/No            |
|                                                                        | Storia di:                              |                                                                                 |                  |
|                                                                        |                                         | Malattia tumorale                                                               | Si/No            |
|                                                                        |                                         | Insufficienza cardiaca congestizia                                              | Si/No            |
|                                                                        |                                         | Malattia cerebrovascolare                                                       | Si/No            |
|                                                                        |                                         | Malattia renale                                                                 | Si/No            |
|                                                                        |                                         | Malattia epatica                                                                | Si/No            |
|                                                                        |                                         |                                                                                 |                  |
|                                                                        |                                         | Se anche un solo "Sì", si procede al secondo Step                               |                  |
|                                                                        |                                         | Se tutte le risposte sono "No" il paziente è assegnato alla Classe di Rischio I |                  |
|                                                                        |                                         |                                                                                 |                  |
| Step 2: Stratificazione della Classe di Rischio II vs III vs IV vs V   |                                         |                                                                                 |                  |
|                                                                        | Popolazione                             | Popolazione                                                                     | Punti Assegnati  |
|                                                                        |                                         | Se Maschio                                                                      | +Età (anni)      |
|                                                                        |                                         | Se Femmina                                                                      | +Età (anni) - 10 |
|                                                                        |                                         | Residente in casa di cura                                                       | +10              |
|                                                                        | Comorbidità                             |                                                                                 |                  |
|                                                                        |                                         | Malattie tumorali                                                               | +30              |
|                                                                        |                                         | Malattie epatiche                                                               | +20              |
|                                                                        |                                         | Insufficienza cardiaca congestizia                                              | +10              |
|                                                                        |                                         | Malattia cerebrovascolare                                                       | +10              |
|                                                                        |                                         | Malattia renale                                                                 | +10              |
|                                                                        | Riscontri della valutazione clinica     |                                                                                 |                  |
|                                                                        |                                         | Stato mentale alterato                                                          | +20              |
|                                                                        |                                         | Frequenza cardiaca ≥125/minuto                                                  | +20              |
|                                                                        |                                         | Frequenza respiratoria >30/minuto                                               | +20              |
|                                                                        |                                         | Pressione arteriosa sistolica <90 mm Hg                                         | +15              |
|                                                                        |                                         | Temperatura <35 °C o ≥40 °C                                                     | +10              |
|                                                                        | Riscontri di laboratorio e radiografici |                                                                                 |                  |
|                                                                        |                                         | pH Arterioso <7.35                                                              | +30              |
|                                                                        |                                         | Azoto ureico ematico ≥30 mg/dl (9 mmol/litro)                                   | +20              |
|                                                                        |                                         | Sodio <130 mmol/litro                                                           | +20              |
|                                                                        |                                         | Glucosio ≥250 mg/dl (14 mmol/litro)                                             | +10              |
|                                                                        |                                         | Ematocrito <30%                                                                 | +10              |
|                                                                        |                                         | Pressione parziale arteriosa di O2 <60 mmHg                                     | +10              |
|                                                                        |                                         | Versamento pleurico                                                             | +10              |
|                                                                        |                                         |                                                                                 |                  |
|                                                                        |                                         | ∑ <70 = Classe di Rischio II                                                    |                  |
|                                                                        |                                         | ∑ 71-90 = Classe di Rischio III                                                 |                  |
|                                                                        |                                         | ∑ 91-130 = Classe di Rischio IV                                                 |                  |
|                                                                        |                                         | ∑ >130 = Classe di Rischio V                                                    |                  |

Un calcolatore automatico del PORT score è disponibile (in inglese) su questo sito web della AHRQ (Agency for Healthcare Research and Quality).

## Classe di rischio e mortalità
È stato calcolato che un paziente che rientra nella classe di rischio II presenta un rischio di mortalità molto basso, all'incirca tra lo 0,6% e lo 0,7%. Un paziente rientrante nella classe di rischio III presenta invece un rischio di mortalità tra lo 0,9% e il 2,8%. Nelle classi IV e V il rischio di mortalità è invece decisamente più elevato.